# Carleton Young
Carleton Young (New York, 21 ottobre 1905 – Burbank, 7 novembre 1994) è stato un attore caratterista statunitense, noto per la sua voce profonda.

## Biografia
Young lavorò alla radio e apparve in 235 ruoli televisivi e cinematografici americani, iniziando da The Fighting Marines (1935). Concluse la sua carriera nel 1975 nella serie televisiva Il mago, con Bill Bixby. Era un membro della John Ford Stock Company.
Interpretando un redattore di giornale in L'uomo che uccise Liberty Valance (1962), pronunciò una delle battute più famose nella storia del cinema western: "Qui siamo nel West, dove se la leggenda diventa realtà, vince la leggenda".

## Filmografia parziale

### Cinema
- Reefer Madness, regia di Louis J. Gasnier (1936)
- Navy Blues, regia di Ralph Staub (1937)
- Dick Tracy - serial cinematografico (1937)
- La colpa di Rita Adams (Paper Bullets), regia di Phil Rosen (1941)
- La valle degli uomini rossi (Valley of the Sun), regia di George Marshall (1942)
- I diavoli alati (Flying Leathernecks), regia di Nicholas Ray (1951)
- Ultimatum alla Terra (The Day the Earth Stood Still), regia di Robert Wise (1951)
- Da qui all'eternità (From Here to Eternity), regia di Fred Zinnemann (1953)
- L'ultimo urrà (The Last Hurrah), regia di John Ford (1958)
- Soldati a cavallo (The Horse Soldiers), regia di John Ford (1959)
- L'uomo che uccise Liberty Valance (The Man Who Shot Liberty Valance), regia di John Ford (1962)

### Televisione
- Le inchieste di Boston Blackie (Boston Blackie) – serie TV, episodio 2x24 (1953)
- The Whistler – serie TV, episodi 1x07-1x14 (1954)
- Mickey Rooney Show (The Mickey Rooney Show) – serie TV, episodio 1x15 (1954)
- Damon Runyon Theater – serie TV, episodio 2x04 (1955)
- Navy Log – serie TV, 4 episodi (1955-1958)
- Combat Sergeant – serie TV, episodio 1x02 (1956)
- Wire Service – serie TV, episodio 1x05 (1956)
- Tightrope – serie TV, episodio 1x21 (1960)
- Hawaiian Eye – serie TV, episodio 1x33 (1960)
- Outlaws – serie TV, episodi 1x10-2x12 (1960-1961)
- Whispering Smith – serie TV, episodio 1x18 (1961)
- Il virginiano (The Virginian) – serie TV, episodio 2x01 (1963)
- Io e i miei tre figli (My Three Sons) – serie TV, 5 episodi (1964-1970)
- Tre nipoti e un maggiordomo (Family Affair) – serie TV, episodi 1x20-2x29-5x14 (1967-1970)